# トム・オッカー

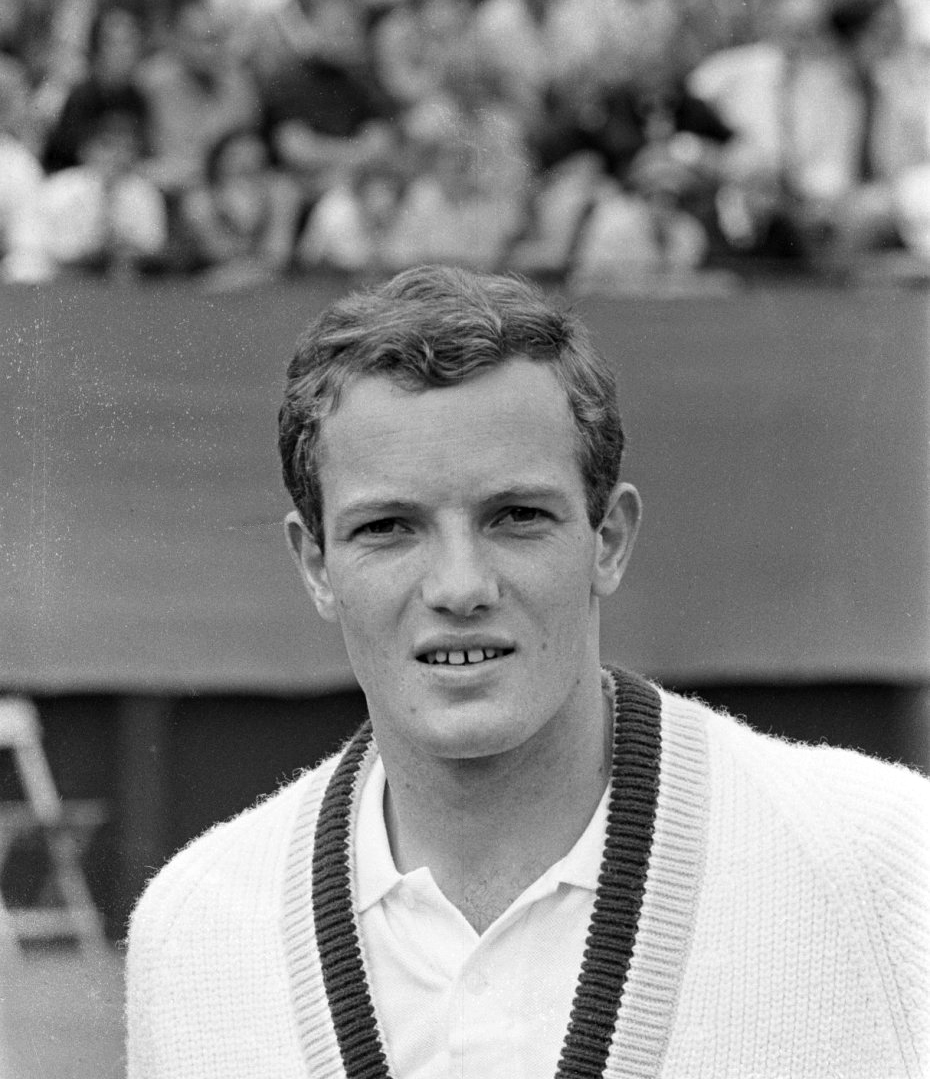
トム・オッカー

トム・オッカー（Tom Okker, 1944年2月22日 - ）は、オランダ・アムステルダム出身の男子プロテニス選手。1960年代後半から1970年代にかけて、オランダのテニス界に君臨した名選手であり、「空を飛ぶオランダ人」“The Flying Dutchman”というニックネームで呼ばれた。4大大会では1968年の全米オープン男子シングルス準優勝者になり、男子ダブルスでは1973年の全仏オープンと1976年の全米オープンで2勝を挙げた。シングルス自己最高ランキングは3位。ATPツアーでシングルス35勝、ダブルス69勝を記録した。身長177cm、体重66kg、右利き。ユダヤ系。
トム・オッカーは1964年から男子テニス国別対抗戦・デビスカップのオランダ代表選手となり、1981年までその位置にあった。彼が全米オープンで準優勝した1968年は、テニス史上最大の転換期で、4大大会にプロ選手の出場を解禁する「オープン化」措置が実施された年である。1968年と1969年の2年間、「全米オープン」に過渡期の暫定開催があった。それは、9月開催の「オープン化時代大会」（Open Era Grand Slam）のほかに、年末の12月に別途で「全米選手権」（US National Champs）が行われたが、大会公認の優勝者は1回目の「オープン化時代大会」の勝者を記載する（全米オープン男子シングルス優勝者一覧を参照）。オッカーは1回目の「オープン化時代大会」の男子シングルス決勝戦で、黒人のテニス選手として勝ち上がったアーサー・アッシュと対決することになった。アッシュは黒人男子選手として初の4大大会シングルス優勝を目指し、オッカーもオランダ人男子選手として初優勝を狙い、両者とも“大望対決”で臨んだ決勝戦は、全米オープン史上に残る激闘となった。オッカーはアッシュに 12-14, 7-5, 3-6, 6-3, 3-6 のフルセットで敗れ、オランダ人選手としての4大大会男子シングルス初優勝はならなかった。彼が果たせなかった男子シングルス優勝の夢は、28年後の1996年ウィンブルドンにおいて、リカルド・クライチェクによって成し遂げられた。（オランダ人女子選手の4大大会優勝は、1927年の全仏選手権優勝者コルネリア・ボウマン1人だけである。）
トム・オッカーは1968年にプロテニス選手になったが、デビスカップでは1973年までプロ選手の出場は認められず、ようやくこの年にデ杯でも「オープン化」が実現した。この年の全仏オープン男子ダブルスで、オッカーはオーストラリアのジョン・ニューカムとペアを組み、決勝でジミー・コナーズとイリ・ナスターゼの組を 6-1, 3-6, 6-3, 5-7, 6-4 のフルセットで破って4大大会ダブルス初優勝を遂げた。1975年と1976年の全米オープン男子ダブルスで、オッカーはマーティー・リーセンとのペアで2年連続の決勝に進出した。1975年の決勝では、2年前の1973年全仏男子ダブルス決勝で下したコナーズ＆ナスターゼ組に敗れたが、1976年に自身2度目の4大大会ダブルス優勝を果たしている。男子テニスツアーでは、シングルスでは1979年まで、ダブルスでは1980年まで優勝記録を残した。オッカーとダブルスのペアを組んで好成績を多く残した選手は、他にもポーランドのヴォイチェフ・フィバクなどがいる。
「空を飛ぶオランダ人」として男子テニスの歴史に忘れ難い印象を残したトム・オッカーは、1980年に36歳で現役を引退した。2003年に「国際ユダヤ人スポーツ殿堂」入りを果たしている。